# 瓦滕沙伊德09
瓦滕沙伊德足球俱乐部是一家位于德国北莱茵-威斯特法伦州波鸿瓦滕沙伊德的一家足球俱乐部。俱乐部建于1909年9月18日。